# Compsoneura
Compsoneura es un género de plantas perteneciente a la familia Myristicaceae. Comprende 23 especies descritas y de estas, solo 17 aceptadas.

## Descripción
Son arbustos o árboles pequeños de hasta 10 m de alto. Hojas elíptico-oblongas, 10–34 cm de largo y 4–10 cm de ancho, ápice acuminado, base cuneada, membranáceas, glabras, la nervadura terciaria cercanamente paralela y perpendicular al nervio principal. Inflorescencias angostamente racemosas, flores blanquecinas, en fascículos; tépalos 1.5–3 mm de largo; anteras 4–8. Fruto elipsoide, 1.5–2.5 cm de largo y 1.3–2 cm de ancho; semilla casi completamente cubierta por un arilo rojo, delgado y más o menos laciniado sólo en el extremo del ápice.

## Taxonomía
El género fue descrito por   Otto Warburg y publicado en Berichte der Deutschen Botanischen Gesellschaft 13: 94. 1895. La especie tipo es: Compsoneura sprucei (A.DC.) Warb.

## Especies aceptadas
A continuación se brinda un listado de las especies del género Compsoneura aceptadas hasta diciembre de 2013, ordenadas alfabéticamente. Para cada una se indica el nombre binomial seguido del autor, abreviado según las convenciones y usos.
- Compsoneura anoriensis Janovec & A.K.Neill
- Compsoneura atopa (A.C.Sm.) A.C.Sm.
- Compsoneura capitellata (A.DC.) Warb.
- Compsoneura claroensis Janovec & A.K.Neill
- Compsoneura cuatrecasasii A.C.Sm.
- Compsoneura debilis (Spruce ex A.DC.) Warb.
- Compsoneura diazii Janovec
- Compsoneura excelsa A.C.Sm.
- Compsoneura lapidiflora T.S.Jaram. & Balslev
- Compsoneura mexicana (Hemsl.) Janovec
- Compsoneura mutisii A.C.Sm.
- Compsoneura racemosa Ducke
- Compsoneura rigidifolia W.A.Rodrigues
- Compsoneura schultesiana W.A.Rodrigues
- Compsoneura sprucei (A.DC.) Warb.
- Compsoneura trianae Warb.
- Compsoneura ulei Warb. ex Pilg.